# Прохоров, Пётр Васильевич
Пётр Васильевич Прохоров (5 декабря 1923, с. Тарасово, Симбирская губерния — 10 июля 1985, Саранск) — мордовский прозаик, по национальности эрзя.

## Биография
Родился в крестьянской семье. Учился в Сталинградском, Иркутском военных училищах связи, Военно-политической академии им. Ленина. Воевал в Великой Отечественной войне, за что награждён орденами и медалями. 1974—1985 — директор университета марксизма-ленинизма Мордовии.

## Литературная деятельность
Первая повесть Прохорова «Штабонь начальник» («Руководитель штаба») напечатана в журнале «Сятко» («Искра», 1974).
В Мордовском книжном издательстве увидела свет дилогия «Цидярдома» («Выстояли», 1-я книга — 1975, 2-я — 1978) и «Стако изнямот» («Трудные победы», 1985), «Военной повесть» («Военные повести», 1980), «Генералдо повесть» («Повесть о генерале», 1980), документально-художественные произведения «М. А. Пуркаев» (1986) — об искусстве войны и мужестве, которое проявляют люди в экстремальных ситуациях. Военные события описаны с точки зрения современного исторического опыта народа.
Повесть «Ракетной дивизион» («Ракетный дивизион», 1980) рассказывает о жизни современной армии.
Проблемам колхозного села 70-80-х гг посвящена повесть «Эрямонь лув» («Жизненные пути-дороги», 1989).